# Futbol Club Barcelona hockey sobre patines 1956
Questa voce raccoglie le informazioni riguardanti il Futbol Club Barcelona hockey sobre patines nelle competizioni ufficiali della stagione 1956.

## Risultati

### Coppa del Generalissimo
| Gior. | Incontro                  | Risultato |
| ----- | ------------------------- | --------- |
| Gir.  | Barcellona - Girona       | 2 - 1     |
| Gir.  | Barcellona - Femsa Madrid | 1 - 1     |
| FI    | Espanyol - Barcellona     | 2 - 1     |

## Rosa 1956

### Giocatori
| N° | Naz.              | Ruolo | Sportivo                | Anno | Alt. | Peso |
| -- | ----------------- | ----- | ----------------------- | ---- | ---- | ---- |
|    | Spagna (bandiera) | P     | Carlos Largo De Celis   | 1933 |      |      |
|    | Spagna (bandiera) | E     | Jorge Gabarro           |      |      |      |
|    | Spagna (bandiera) | E     | Pere Gallen Balaguer    | 1934 |      |      |
|    | Spagna (bandiera) | E     | Marco                   |      |      |      |
|    | Spagna (bandiera) | E     | Jose Marin Grau         |      |      |      |
|    | Spagna (bandiera) | E     | Joan Orpinell Queralto  | 1932 |      |      |
|    | Spagna (bandiera) | E     | Agustin Vilar Capdevila | 1936 |      |      |

### Staff
- 1º Allenatore:
- 2º Allenatore:
- Meccanico: